# Leiestes
Leiestes es un género de coleóptero de la familia Endomychidae.

## Especies
Las especies de este género son:
- Leiestes dieneri
- Leiestes fines
- Leiestes seminiger